# Gorska skupnost
Gorska skupnost (it. Comunità montana) je oblika italijanske javne ustanove, ki jo predvideva zakon 1102 iz leta 1971. Od tega leta dalje so bile gorske skupnosti ustanovljene po vsej državi, ponekod so bile pozneje ukinjene in včasih spet obnovljene.
Naloga gorske skupnosti je zaščita ozemlja, kulture in gospodarstva na posameznih gorskih in delno gorskih področjih, ki jih ne omejujejo administrativne pristojnosti občin, pokrajin in dežel. Prvotni namen zakona je bil, da se omogoči razvoj nekaterih zaostalih področij, zaradi česar je bila predvidena direktna gmotna podpora države. 
Vsega skupaj je bilo ustanovljenih okoli 180 gorskih skupnosti, od katerih je še danes aktivnih preko 160. Zaradi preveč splošnih zakonskih določb so se namreč opredelila kot gorska skupnost nekatera združenja, ki se ne zanimajo za ohrano okolja in kulture, pač pa jim je glavni namen dobivati državne prispevke. Zakon iz leta 1992, ki bi bil moral stvar urediti, je sicer ponekod izboljšal stanje, a nekateri kraji so bili neupravičeno prizadeti. Debata o gorskih skupnostih, o njihovih nalogah in o njihovi bodočnosti je še v polnem teku.